# Escola Mary Ward de Barcelona
L'Escola Mary Ward fou una escola concertada per la Generalitat de Catalunya situada a l'antiga Torre Marsillach, al carrer de Copèrnic, 55-59 del districte Sarrià - Sant Gervasi de Barcelona. S'hi impartiren estudis de P1, P2, Educació Infantil, Educació Primària i Educació Secundària Obligatòria (ESO). El nom de l'escola fa referència a Mary Ward, fundadora de la Congregatio Jesu, titular de l'escola en els seus inicis. El centre, propietat de la Fundació Narcís Jubany des de 2018, tancà el 2022.

## Ideari
Es proposà oferir una educació integral de la persona fonamentada en Jesús de Natzaret segons el carisma de Mary Ward, resumit en el lema: "referir-ho tot a Déu amb total disponibilitat i actitud per a tota obra bona". L'Escola buscava donar una formació social, intel·lectual i religiosa per ajudar cada alumne a descobrir la seva identitat com a persona única i a situar-se davant del món.

## Història
L'any 1939, Mossèn Higini Anglès i Pàmies, mossèn Antoni Batlle i Mestre i un grup de persones vinculades a l'Escola Montessori i l'Escola Blanquerna de Barcelona van iniciar les gestions per establir un escola. L'edifici el van comprar a Francesc Tusquets i Prats en una zona compresa entre els carrers de Balmes 231, Laforja 41, Alfons XII i Marià Cubí. Francesc Tusquets pare va morir l'any 1942 i el seu fill i hereu va demanar a l'Ajuntament de Barcelona modificar l'illa de cases.
La primera directora de l'escola fou Bernardette Auth, religiosa de l'Institut de la Benaventurada Verge Maria, actualment Congregatio Jesu i una altra religiosa, Maria Josefa Schmid, seria la mare superior de la comunitat. Mossèn Higini Anglès i Pàmies coneixia les religioses perquè es va asilar a la casa de les monges a Nymphenburg durant la Guerra Civil Espanyola (1936-1939). El primer nom de l'escola fou Escuela Santa Elisabeth. El motiu d'aquest nom és que la infanta Paz de Borbó va ser benefactora de l'escola i sentia una gran devoció per aquesta santa. L'escola va començar a funcionar amb dues-centes alumnes i de seguida es van incorporar noves religioses procedents de Nymphenburg, Alemanya. L'escola va comptar des del primer moment amb la col·laboració de mossèn Antoni Batlle i Mestre, que ser el capellà de l'escola des de la fundació fins a la seva mort l'any 1955.
Mossèn Higini Anglès i Pàmies es va encarregar de contractar el professorat per a la nova escola. Entre la primera generació de professors es trobaven Intel·lectuals i pedagogs de Barcelona. Amàlia Tineo, Dolors Solà i Carme Riudor provenien del Liceu Francès i estaven vinculades al poeta Salvador Espriu. Assumpta Martí procedia de la Mútua Escolar Blanquerna (1924-1938) d'Alexandre Galí. També van comptar amb el medievalista Enric Bagué. Comparativament, l'escola tingué un marcat carácter innovador tenint en compte les circumstàncies de postguerra.
L'any 1946 van comprar la torre Marsillach, popularment coneguda com a Casa Àrab de Sant Gervasi al carrer Copèrnic a les monges benedictines, ja que les dependències del col·legi havien quedat petites. El 1948 van acabar les obres d'adaptació de l'edifici i es va traslladar al carrer Copèrnic una part del col·legi. Durant el curs 1948-49 ja s'hi van realitzar alguns cursos. L'any 1953 van decidir ampliar les instal·lacions de l'escola i l'any següent l'arquitecte Lluís Bonet i Garí va obtenir el permís d'obra per construir un nou edifici, que l'any 1957 ja estava acabat i en funcionament.
L'any 2002 es va obrir la llar d'infants i l'any 2013 es va canviar el nom de l'escola pel de la fundadora, Mary Ward. El 2018 la gestió del centre passà de la Congregatio Jesu a la Fundació Narcís Jubany, i després de perdre el concert per a P3 per al curs 2021-2022, i saber que previsiblement perdria el concert de P4 i P5 el curs següent, l'escola va tancar en juny de 2022.